# Nazwa kulturowa
Nazwa kulturowa (dział nazw miejscowych) odnosi się do nazw określających produkty kultury człowieka (np. Mosty, Cerkiew), w tym elementów niematerialnych (np. Środa – od targów we środy).
Wśród nazw kulturowych można wyróżnić:
- nazwy zdrobniałe nawiązujące do nazw miejscowości założonych przez człowieka (a więc wytworów jego kultury),
- nazwy pamiątkowe, nadane ku uczci ważnych postaci lub na cześć faktów historycznych (np. rocznice).

Nazwy pamiątkowe, w ujęciu formalnym, charakteryzują się podobieństwem do nazw dzierżawczych lub patronimicznych (np. Bolesławiec, na cześć Bolesława I Wysokiego). S. Urbańczyk zaznacza, że wśród nazw pamiątkowych liczne są nazwy stworzone od kobiecych imion (na przykład Terespol, Anusin) (S. Urabańczyk:1991).